# Alegeri prezidențiale în Ucraina, 2004
Alegerile prezidențiale din noiembrie 2004 din Ucraina s-au concentrat pe lupta dintre Viktor Ianukovici, fostul premier și liderul opoziției, Viktor Iușcenko. Ceilalți candidați nu au strâns mai mult de 6% din voturile total exprimate. Alegerile s-au desfășurat într-o atmosferă tensionată, și au fost caracterizate de manipularea și intimidarea mass mediei. Rezultatele oficiale, făcute publice pe 23 noiembrie, au fost în favoarea lui Ianukovici, însă repede au apărut acuzații de fraudă, atât din partea lui Iușcenko, cât și din partea observatorilor occidentali. Acestea au condus la o criză politică și proteste de stradă.
Alegerile au părut să fie câștigate de Viktor Ianukovici, care este un politician pro-Rusia. Rivalul său, Viktor Iușcenko, care are o doctrină îndreptată spre Europa și Statele Unite, l-a acuzat pe contracandidatul său că alegerile ar fi fost fraudate. De asemenea, mulți observatori internaționali și locuitori ai Ucrainei au fost de aceeași părere, motiv pentru care au izbucnit o serie de demonstrații pro-Iușcenko.

## Candidații
Cei mai importanți candidați au fost actualul premier Viktor Ianukovici și un fost premier, lider al opoziției, Viktor Iușcenko. Ianukovici, care ocupa funcția de prim-ministru al Ucrainei din 2002, a avut sprijinul președintelui Leonid Kucima și pe cel al președintelui Federației Ruse, Vladimir Putin.
Iușcenko a avut sprijinul Uniunii Europene și al Statelor Unite. El este privit ca un politician pro-vest.
În total, au fost 26 de candidați (în ordine alfabetică):
- Oleksandr Baziliuk
- Bohdan Boiko
- Mihailo Brodski
- Grigori Cerniș
- Leonid Cernovețki
- Andrii Cernovîl
- Igor Dușin
- Mikola Grabar
- Olaksandr Iakovenko
- Viktor Ianukovici
- Viktor Iușcenko
- Anatoli Kinah
- Serghei Komisarenko
- Vitali Kononov
- Dmitro Korcinski
- Roman Kozak
- Vladislav Krivobokov
- Oleksandr Moroz
- Volodimir Neciporuk
- Oleksandr Omelcenko
- Mikola Rogozinski
- Oleksandr Rjavski
- Petro Simonenko
- Natalia Vitrenko
- Vasil Volga
- Iuri Zbitniev

## Evenimente

### 24 noiembrie 2004
Pe 24 noiembrie, Parlamentul Ucrainei l-a declarat oficial învingător al alegerilor pe Viktor Ianukovici. El a primit 49,61% din voturi, față de 46,61% ale lui Viktor Iușcenko. Iușcenko nu a recunoscut totuși rezultatul. Statele Unite și Canada au respins rezultatul oficial al alegerilor, în timp ce Uniunea Europeană a insistat ca voturile să fie renumărate. Ca președinte al UE, Jan Peter Balkenende a precizat că Europa nu sprijină rezultatul alegerilor din Ucraina. Președintele rus, Vladimir Putin a spus că el consideră că Europa și SUA nu ar trebui să se amestece în afacerile interne ale Ucrainei.

### 25 noiembrie
Comitetul independent electoral al Ucrainei, CVU, a făcut publică pe 25 noiembrie informația cum că peste 2,8 milioane de buletine de vot au fost fraudate. Conform președintelui CVU, deputatul Koshel, aceasta a fost cea mai mare fraudă în alegeri din toate timpurile în țara sa. Cel puțin 85.000 de funcționari din întreaga țară au fost implicați în comiterea acestei fraude.
Candidații au cerut consiliere externe, Iușcenko aducându-l pe fostul președinte polonez Lech Walesa la Kiev. Președintele Leonid Kucima vrea consiliere de la președinte polonez în exercițiu la acea vreme, Aleksander Kwaśniewski. Președintele Valdas Adamkus al Lituaniei a fost și el contactat.
Iușcenko a depus o plângere la Curtea de Justiție contra comisiei electorale.

### 26 noiembrie 2004

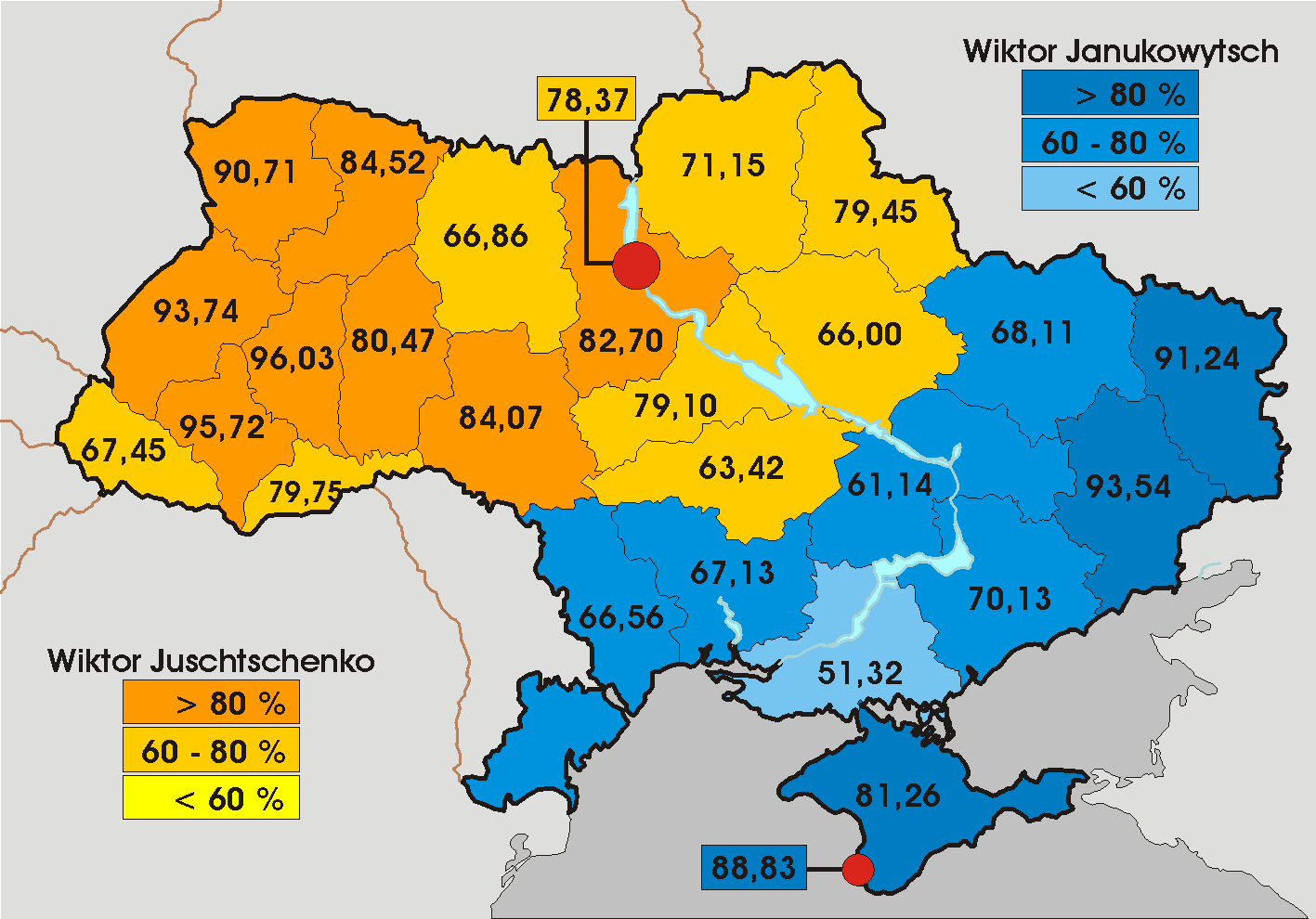
Votul repetat, 26 decembrie 2004

Pe 26 noiembrie secretarul general al Uniunii Europene, Javier Solana, Kwaśniewski și Adamkus ajung la Kiev, ultimii doi la invitația lui Kucima. Solana întreține discuții atât cu Ianukovici cât și cu Iușcenko.
În jurul clădirii parlamentului s-au strâns mii de partizani ai lui Iușcenko, care au împiedicat accesul în clădire al lui Ianukovici. În timpul unei demonstrații precedente, forțele polițenești din Kiev au declarat că sprijină opoziția. Câștigătoarea Eurovisionului din 2004, Ruslana Lîzîțiko a mărturisit că aceștia vor rămâne în greva foamei până ce Iușcenko va fi recunoscut ca învingător.
Iușcenko a precizat într-o convorbire cu Ianukovici că vor trebui ținute noi alegeri, pe 12 decembrie 2004, sub o nouă comisie electorală, verificată de OSCE. Pentru a treia oară, mii de oameni și-au petrecut noaptea în centrul Kievului.

### 27 noiembrie
Parlamentul ucrainean declară victoria lui Viktor Ianukovici invalidă. Deși decizia nu are o bază legală, aceasta reprezintă o victorie simbolică pentru candidatul Viktor Iușcenko.

### 26 decembrie
Pe 26 decembrie 2004 sub presiune internațională, se desfășoară al treilea tur de scrutin, din nou cu Ianukovici și Iușcenko candidați. Cei aproximativ 12.000 de observatori internaționali, au avut de data aceasta o poziție mult mai pozitivă: mass media de stat a părut neutră în timpul campaniei, însă s-au înregistrat în continuare fraude (între altele la Harkiv). Totuși aceste alegeri au îndeplinit criteriile OSCE.
Al treilea tur de scrutin a fost câștigat de Viktor Iușcenko cu 51,99 % din totalul voturilor exprimate. Viktor Ianukovici a obținut 44,19 % din voturi. În cursul nopții de luni 27 decembrie, Ianukovici a depus un apel contra rezultatelor, susținând că 3 milioane de voturi au fost manipulate în detrimentul său. Comisia Electorală Centrală nu a găsit însă nici un motiv pentru a anula alegerile. Pe 31 decembrie Ianukovici și-a dat demisia din funcția de prim-ministru.